# سيرجي ميليكوف
سيرجي أليموفيتش مليكوف (بالروسية:  Серогей Алимович Меликов، الليزغينية: Меликов Срогей Алим хва)؛ من مواليد 12 سبتمبر 1965)، هو رجل دولة وقائد عسكري روسي، شغل منصب الرئيس الخامس لجمهورية داغستان منذ 14 أكتوبر 2021.
كان ميليكوف عضوًا في مجلس الشيوخ عن إقليم ستافروبول من عام 2019 إلى عام 2020. وكان النائب الأول لمدير الخدمة الفيدرالية للحرس الوطني الروسي، والقائد الأعلى لقوات الحرس الوطني الروسي من عام 2016 إلى عام 2019. وكان ميليكوف أيضًا المبعوث المفوض للمنطقة الفيدرالية لشمال القوقاز من عام 2014 إلى عام 2016.
يحمل ميليكوف رتبة عقيد عسكري ورتبة الخدمة المدنية الفيدرالية للدولة من الدرجة الأولى كمستشار دولة نشط في الاتحاد الروسي.